# Axel Hermelin
Samuel Axel Hermelin, född 9 januari 1818 i Säby församling, Jönköpings län, död 9 januari 1915, var en svensk friherre, godsägare och riksdagsman. Han var far till Joseph Hermelin och Eric Hermelin.

## Biografi
Axel Hermelin föddes 1818 på Gripenbergs slott i Säby församling, Jönköpings län. Han var son till kammarherren August Söderling och Ebba Sofia Ribbing. Hermelin blev 1836 student vid Uppsala universitet. Han var ledamot av riksdagens första kammare 1866–1868. Hermelin utnämndes 1878 till riddare av Nordstjärneorden. Han avled 1915 på Gripenbergs slott i Säby församling.
Hermelin var godsägare i Jönköpings och Östergötlands län. Efter sin fars, August Söderling Hermelins död 1868, blev han innehavare av Gripenbergs fideikommiss. Mellan 1872 och 1878 innehade han egendomen Sturehov i Botkyrka socken.

### Familj
Hermelin gifte sig 12 november 1859 i Lund med Teodora Eugenia Fjellstedt (1832–1898), dotter av kyrkoherden Peter Fjellstedt och Christina Beata Schweitzerbarth. De fick tillsammans barnen Samuel Gustaf Hermelin (1854–1901), Lydia Maria Hermelin (född 1856), godsägaren Joseph Hermelin (född 1857), Selma Elisabet Hermelin (1858–1913) som var gift med godsägaren Edvard Hermelin, författaren Eric Hermelin (1860–1944), Ebba Eugenia (född 1862) som var gift med Henrik Gustaf Améen, Catharina Helena Hermelin (född 1863) som var gift med Charles Francis Cagney och kamreren Jakob Teodor Hermelin (född 1865).